# Lichtenau im Mühlkreis
Lichtenau im Mühlkreis település Ausztriában, Felső-Ausztria tartományban, a Rohrbachi járásban. , területe 10 km².

## Fekvése
Tengerszint feletti magassága 553 méter. Lichtenau im Mühlkreis Sankt Stefan-Afiesl, Haslach an der Mühl, Rohrbach-Berg, Sankt Oswald bei Haslach és Přední Výtoň településekkel határos.

## Népesség
Lakosainak száma 498 fő (2018. január 1.).